# 대원중학교
대원중학교(大院中學校)는 대한민국 경기도 성남시 중원구 금광동에 있는 공립 중학교이다.

## 학교 연혁
- 1982년 1월 22일 : 학교 설립 인가(27학급)
- 1982년 11월 25일 : 학교 준공
- 1983년 3월 4일 : 입학식(9학급 570명)
- 1983년 3월 5일 : 초대 심상택 교장 취임
- 1983년 6월 22일 : 개교식(개교기념일)
- 1984년 3월 : 육상부 창단
- 1985년 3월 : 태권도부 창단
- 1986년 2월 24일 : 제1회 졸업식(9학급 562명)
- 2004년 2월 12일 : 도서관 설립
- 2010년 6월 4일 : 대원체육관 개관
- 2013년 3월 1일 : "대원여자중학교- 대원중학교"(교명변경)
- 2013년 5월 30일 : 대원중학교 야구부 창단
- 2021년 1월 11일 : 제36회 졸업식(46명 졸업, 졸업생 총수 13,883명)
- 2023년 3월 2일 : 입학식(신입생 63명 입학)
- 2023년 3월 2일 : 제15대 이정우 교장 취임

## 참고 자료
- 대원중학교 - 한국교육학술정보원 학교알리미